# Bitwa pod Smoleńskiem (1708)
Bitwa pod Smoleńskiem lub bitwa pod Rajewką – starcie zbrojne w trakcie III wojny północnej, które miało miejsce 20 września 1708 pomiędzy wojskami szwedzkimi Karola XII liczącymi ok. 2400 żołnierzy a wojskami rosyjskimi Christiana Felixa Bauera liczącymi 16 000 żołnierzy (Rosjanan, kozaków i Kałmuków). Bitwa miała miejsce pod wsią Rajewka (ros. Раёвка lub Раeвка, biał. Раеўка), około 70 km od Smoleńska, mniej więcej w połowie drogi ze Smoleńska do Mohylewa, tuż przy granicy Rosji z Rzeczpospolitą. Zakończyła się zwycięstwem Szwedów, lecz zmusiła ich do zmiany kierunku działań.
Po zwycięskich bitwach pod Hołowczynem (14 lipca 1708) i pod Malatyczami (30 sierpnia) Szwedzi poruszający się na terenie Wielkiego Księstwa Litewskiego, dotarli do Dniepru w okolice Mohylewa. Zmierzali stamtąd uderzyć na terytorium Rosji i przejść przez Bramę Smoleńską w kierunku Moskwy. Po przekroczeniu granicy skierowali się na wieś Tatarsk, by zmierzyć się armią Piotra I, która stała pod Smoleńskiem. 
Jednak 20 września (9 września według kalendarza roysjkiego, 10 września według kalendarza szwedzkiego) pod wsią Rajewka zostali zaskoczeni przed liczne oddziały konnicy, częściowo ukryte w lasach. Karol XII i jego Ostrogocki Regiment Kawalerii znaleźli się w zasadzce zaatakowani przez 10 razy liczniejsze oddziały rosyjskie. W zaciętej walce Szwedzi bronili swoich pozycji aż do przybycia posiłków w postaci Regimentu Kawalerii Północnej Skanii i Smalandzkiego Regimentu Kawalerii. W czasie walki zostało zagrożone życie Karola XII. Koń króla został zastrzelony, lecz zdołał on dosiąść konia upadłego adiutanta generała Thure Hårda. Po dotarciu posiłków Szwedzi pokonali Rosjan, którzy stracili 375 zmarłych. Szwedzi stracili ok. 100 żołnierzy. 
Dzień po bitwie Karol XII utworzył obóz w Tatarsku i Stryczach, gdzie Szwedzi przebywali pięć dni. Z powodu dotkliwego braku żywności król zdecydował odstąpić od marszu na Moskwę. Armia skierowała się na południe, poprzez ziemie Rzeczypospolitej, w kierunku Ukrainy.